# Aubaine (Côte-d’Or)
Aubaine település Franciaországban, Côte-d’Or megyében. Lakosainak száma 89 fő (2022. január 1.). Aubaine Antheuil, Thorey-sur-Ouche, Veuvey-sur-Ouche, Bessey-en-Chaume, Bligny-sur-Ouche, Bouilland és Crugey községekkel határos.

## Népesség
A település népességének változása:
| Lakosok száma | 92   | 57   | 67   | 81   | 103  | 100  | 95   | 88   | 88   | 89   |
|               | 1968 | 1982 | 1990 | 2006 | 2013 | 2015 | 2017 | 2019 | 2020 | 2022 |